# Streptocarpus
Genre
Streptocarpus est un genre de plantes à fleurs de la famille des Gesneriaceae dans la classification phylogénétique. 

## Liste des espèces et non-classés
Selon BioLib (24 juillet 2017) :
- Streptocarpus albus (E.A. Bruce) I. Darbysh.
- Streptocarpus candidus Hilliard
- Streptocarpus caulescens Vatke
- Streptocarpus cyaneus S. Moore
- Streptocarpus dunnii Hook. f.
- Streptocarpus fanniniae Harv. Ex C. B. Cl.
- Streptocarpus glandulosissimus Engl.
- Streptocarpus goetzei Engl.
- Streptocarpus haygarthii N.E. Br. ex C.B. Clarke
- Streptocarpus heckmannianus (Engl.) I. Darbysh.
- Streptocarpus hilsenbergii R. Br.
- Streptocarpus huamboensis Hilliard & B.L.Burtt
- Streptocarpus kirkii Hook. f.
- Streptocarpus meyeri B.L. Burtt
- Streptocarpus monophyllus Welw.
- Streptocarpus prolixus C.B. Clarke
- Streptocarpus prostratus (Humbert) B.L. Burtt
- Streptocarpus rexii Lindl.
- Streptocarpus rhodesianus S.Moore
- Streptocarpus saxorum Engl.
- Streptocarpus subscandens (B.L. Burtt) I. Darbysh.
- Streptocarpus thompsonii R. Br.
- Streptocarpus wendlandii Spreng.
- Streptocarpus wilmsii Engl.
- Streptocarpus × kewensis
- non-classé Streptocarpus 'Alissa'
- non-classé Streptocarpus 'Charlotte'
- non-classé Streptocarpus 'Dibley's Dragon'
- non-classé Streptocarpus 'Falling Stars'
- non-classé Streptocarpus 'Melon Wine'
- non-classé Streptocarpus 'Nerys'
- non-classé Streptocarpus 'Texas Hot Chili'

Selon BioLib (24 juillet 2017) :
- Streptocarpus albus (E.A. Bruce) I. Darbysh.
- Streptocarpus candidus Hilliard
- Streptocarpus caulescens Vatke
- Streptocarpus cyaneus S. Moore
- Streptocarpus dunnii Hook. f.
- Streptocarpus fanniniae Harv. Ex C. B. Cl.
- Streptocarpus glandulosissimus Engl.
- Streptocarpus goetzei Engl.
- Streptocarpus haygarthii N.E. Br. ex C.B. Clarke
- Streptocarpus heckmannianus (Engl.) I. Darbysh.
- Streptocarpus hilsenbergii R. Br.
- Streptocarpus huamboensis Hilliard & B.L.Burtt
- Streptocarpus kirkii Hook. f.
- Streptocarpus meyeri B.L. Burtt
- Streptocarpus monophyllus Welw.
- Streptocarpus prolixus C.B. Clarke
- Streptocarpus prostratus (Humbert) B.L. Burtt
- Streptocarpus rexii Lindl.
- Streptocarpus rhodesianus S.Moore
- Streptocarpus saxorum Engl.
- Streptocarpus subscandens (B.L. Burtt) I. Darbysh.
- Streptocarpus thompsonii R. Br.
- Streptocarpus wendlandii Spreng.
- Streptocarpus wilmsii Engl.
- Streptocarpus × kewensis

Selon Catalogue of Life (24 juillet 2017) :
- Streptocarpus actinoflorus T.J. Edwards & M. Hughes
- Streptocarpus albus (E.A. Bruce) I. Darbysh.
- Streptocarpus andohahelensis Humbert
- Streptocarpus arcuatus Hilliard & B.L. Burtt
- Streptocarpus aylae T.J. Edwards
- Streptocarpus bambuseti B.L. Burtt
- Streptocarpus baudertii L.L. Britten
- Streptocarpus beampingaratrensis Humbert
- Streptocarpus bindseili E. Fischer
- Streptocarpus boinensis Humbert
- Streptocarpus bolusii C.B. Clarke
- Streptocarpus brachynema Hilliard & B.L. Burtt
- Streptocarpus breviflos (C.B. Clarke) C.B. Clarke
- Streptocarpus brevistamineus Humbert
- Streptocarpus buchananii C.B. Clarke
- Streptocarpus bullatus Mansf.
- Streptocarpus burmanicus Craib
- Streptocarpus burttianus T. Pocs
- Streptocarpus burundianus Hilliard & B.L. Burtt
- Streptocarpus caeruleus Hilliard & B.L. Burtt
- Streptocarpus campanulatus B.L. Burtt
- Streptocarpus candidus Hilliard
- Streptocarpus capuronii Humbert
- Streptocarpus caulescens Vatke
- Streptocarpus compressus B.L. Burtt
- Streptocarpus confusus Hilliard
- Streptocarpus cooksonii B.L. Burtt
- Streptocarpus cooperi C.B. Clarke
- Streptocarpus cordifolius Humbert
- Streptocarpus coursii Humbert
- Streptocarpus cyanandrus B.L. Burtt
- Streptocarpus cyaneus S. Moore
- Streptocarpus daviesii N.E. Brown ex C.B. Clarke
- Streptocarpus davyi S. Moore
- Streptocarpus decipiens Hilliard & B.L. Burtt
- Streptocarpus denticulatus Turrill
- Streptocarpus dolichanthus Hilliard & B.L. Burtt
- Streptocarpus dunnii Hook. f.
- Streptocarpus elongatus Engler
- Streptocarpus erubescens Hilliard & B.L. Burtt
- Streptocarpus euanthus Mansf.
- Streptocarpus exsertus Hilliard & B.L. Burtt
- Streptocarpus eylesii S. Moore
- Streptocarpus fanniniae Harvey ex C.B. Clarke
- Streptocarpus fasciatus T. Edwards & C. Kunhardt
- Streptocarpus fenestra-dei Weigend & T.J. Edwards
- Streptocarpus floribundus Weigend & T.J. Edwards
- Streptocarpus formosus (Hilliard & B.L. Burtt) T.J. Edwards
- Streptocarpus galpinii Hook. f.
- Streptocarpus gardenii Hook.
- Streptocarpus glabrifolius Humbert
- Streptocarpus glandulosissimus Engler
- Streptocarpus goetzei Engler
- Streptocarpus gonjaensis Engler
- Streptocarpus grandis N.E. Brown
- Streptocarpus haygarthii N.E. Brown ex C.B. Clarke
- Streptocarpus heckmannianus (Engler) I. Darbysh.
- Streptocarpus hilburtianus T.J. Edwards
- Streptocarpus hildebrandtii Vatke
- Streptocarpus hilsenbergii R. Brown
- Streptocarpus hirsutissimus E.A. Bruce
- Streptocarpus hirticapsa B.L. Burtt
- Streptocarpus hirtinervis C.B. Clarke
- Streptocarpus holstii Engler
- Streptocarpus huamboensis B.L. Burtt
- Streptocarpus hybridus Voss
- Streptocarpus ibityensis Humbert
- Streptocarpus inflatus B.L. Burtt
- Streptocarpus insularis Hutch. & Dalziel
- Streptocarpus integrifolius B.L. Burtt
- Streptocarpus itremensis B.L. Burtt
- Streptocarpus johannis L.L. Britten
- Streptocarpus katangensis De Wildeman & Th. Durand
- Streptocarpus kentaniensis Britten & Story
- Streptocarpus kimbozanus B.L. Burtt
- Streptocarpus kirkii Hook. f.
- Streptocarpus kungwensis Hilliard & B.L. Burtt
- Streptocarpus kunhardtii T.J. Edwards
- Streptocarpus lanatus MacMaster
- Streptocarpus latens Hilliard & B.L. Burtt
- Streptocarpus leandrii Humbert ex B.L. Burtt
- Streptocarpus leptopus Hilliard & B.L. Burtt
- Streptocarpus levis B.L. Burtt
- Streptocarpus lilliputana D.U. Bellstedt & T.J. Edwards
- Streptocarpus linguatus B.L. Burtt
- Streptocarpus lokohensis Humbert
- Streptocarpus longiflorus (Hilliard & B.L. Burtt) T. Edwards
- Streptocarpus macropodus B.L. Burtt
- Streptocarpus makabengensis Hilliard
- Streptocarpus mandrerensis Humbert
- Streptocarpus mangindranensis Humbert
- Streptocarpus masisiensis De Wildeman
- Streptocarpus mbeyensis I. Darbysh.
- Streptocarpus meyeri B.L. Burtt
- Streptocarpus michelmorei B.L. Burtt
- Streptocarpus micranthus C.B. Clarke
- Streptocarpus milanjianus Hilliard & B.L. Burtt
- Streptocarpus modestus L.L. Britten
- Streptocarpus molweniensis Hilliard
- Streptocarpus monophyllus Welwitsch
- Streptocarpus montanus Oliver
- Streptocarpus montigena L.L. Britten
- Streptocarpus montis-bingae Hilliard & B.L. Burtt
- Streptocarpus muscicola Engler
- Streptocarpus muscosus C.B. Clarke
- Streptocarpus myoporoides Hilliard & B.L. Burtt
- Streptocarpus nimbicola Hilliard & B.L. Burtt
- Streptocarpus nobilis C.B. Clarke
- Streptocarpus occultus Hilliard
- Streptocarpus oliganthus B.L. Burtt
- Streptocarpus orientalis Craib
- Streptocarpus pallidiflorus C.B. Clarke
- Streptocarpus papangae Humbert
- Streptocarpus parensis B.L. Burtt
- Streptocarpus parviflorus Hook. f.
- Streptocarpus pentherianus Fritsch
- Streptocarpus perrieri Humbert
- Streptocarpus phaeotrichus B.L. Burtt
- Streptocarpus plantagineus Vatke
- Streptocarpus pogonites Hilliard & B.L. Burtt
- Streptocarpus pole-evansii Verd.
- Streptocarpus polyanthus Hook.
- Streptocarpus polyphyllus Humbert
- Streptocarpus porphyrostachys Hilliard
- Streptocarpus primulifolius Gandoger
- Streptocarpus prolixus C.B. Clarke
- Streptocarpus prostratus (Humbert) B.L. Burtt
- Streptocarpus pumilus B.L. Burtt
- Streptocarpus pusillus Harvey ex C.B. Clarke
- Streptocarpus revivescens Humbert ex B.L. Burtt
- Streptocarpus rexii (Hook.) Lindley
- Streptocarpus rhodesianus S. Moore
- Streptocarpus rimicola Story
- Streptocarpus roseo-albus Weigend & T.J. Edwards
- Streptocarpus sambiranensis Humbert
- Streptocarpus saundersii Hook.
- Streptocarpus saxorum Engler
- Streptocarpus schliebenii Mansf.
- Streptocarpus semijunctus B.L. Burtt
- Streptocarpus silvaticus Hilliard
- Streptocarpus solenanthus Mansf.
- Streptocarpus stellulifer B.L. Burtt
- Streptocarpus stenosepalus B.L. Burtt
- Streptocarpus stomandrus B.L. Burtt
- Streptocarpus suborbicularis B.L. Burtt
- Streptocarpus subscandens (B.L. Burtt) I. Darbysh.
- Streptocarpus suffruticosus Humbert
- Streptocarpus sumatranus B.L. Burtt
- Streptocarpus tanala Humbert
- Streptocarpus thompsonii R. Brown
- Streptocarpus thysanotus Hilliard & B.L. Burtt
- Streptocarpus trabeculatus Hilliard
- Streptocarpus tsaratananensis Humbert ex B.L. Burtt
- Streptocarpus tsimihetorum Humbert
- Streptocarpus umtaliensis B.L. Burtt
- Streptocarpus vandeleurii E.G. Baker & S. Moore
- Streptocarpus variabilis Humbert
- Streptocarpus velutinus B.L. Burtt
- Streptocarpus venosus B.L. Burtt
- Streptocarpus wendlandii Spreng.
- Streptocarpus wilmsii Engler
- Streptocarpus wittei De Wildeman
- Streptocarpus zimmermanii Engler

Selon GRIN (24 juillet 2017) :
- Streptocarpus caulescens Vatke
- Streptocarpus × hybridus Voss
- Streptocarpus nobilis C. B. Clarke
- Streptocarpus parviflorus Hook. f.
- Streptocarpus polyanthus Hook.
- Streptocarpus pusillus Harv. ex C. B. Clarke
- Streptocarpus rexii (Bowie ex Hook.) Lindl.
- Streptocarpus saxorum Engl.

Selon ITIS (24 juillet 2017) :
- Streptocarpus actinoflorus T.J. Edwards & M. Hughes
- Streptocarpus albus (E.A. Bruce) I. Darbysh.
- Streptocarpus andohahelensis Humbert
- Streptocarpus arcuatus Hilliard & B.L. Burtt
- Streptocarpus aylae T.J. Edwards
- Streptocarpus bambuseti B.L. Burtt
- Streptocarpus baudertii L.L. Britten
- Streptocarpus beampingaratrensis Humbert
- Streptocarpus bindseili E. Fischer
- Streptocarpus boinensis Humbert
- Streptocarpus bolusii C.B. Clarke
- Streptocarpus brachynema Hilliard & B.L. Burtt
- Streptocarpus breviflos (C.B. Clarke) C.B. Clarke
- Streptocarpus brevistamineus Humbert
- Streptocarpus buchananii C.B. Clarke
- Streptocarpus bullatus Mansf.
- Streptocarpus burmanicus Craib
- Streptocarpus burttianus T. Pocs
- Streptocarpus burundianus Hilliard & B.L. Burtt
- Streptocarpus caeruleus Hilliard & B.L. Burtt
- Streptocarpus campanulatus B.L. Burtt
- Streptocarpus candidus Hilliard
- Streptocarpus capuronii Humbert
- Streptocarpus caulescens Vatke
- Streptocarpus compressus B.L. Burtt
- Streptocarpus confusus Hilliard
- Streptocarpus cooksonii B.L. Burtt
- Streptocarpus cooperi C.B. Clarke
- Streptocarpus cordifolius Humbert
- Streptocarpus coursii Humbert
- Streptocarpus cyanandrus B.L. Burtt
- Streptocarpus cyaneus S. Moore
- Streptocarpus daviesii N.E. Brown ex C.B. Clarke
- Streptocarpus davyi S. Moore
- Streptocarpus decipiens Hilliard & B.L. Burtt
- Streptocarpus denticulatus Turrill
- Streptocarpus dolichanthus Hilliard & B.L. Burtt
- Streptocarpus dunnii Hook. f.
- Streptocarpus elongatus Engler
- Streptocarpus erubescens Hilliard & B.L. Burtt
- Streptocarpus euanthus Mansf.
- Streptocarpus exsertus Hilliard & B.L. Burtt
- Streptocarpus eylesii S. Moore
- Streptocarpus fanniniae Harvey ex C.B. Clarke
- Streptocarpus fasciatus T. Edwards & C. Kunhardt
- Streptocarpus fenestra-dei Weigend & T.J. Edwards
- Streptocarpus floribundus Weigend & T.J. Edwards
- Streptocarpus formosus (Hilliard & B.L. Burtt) T.J. Edwards
- Streptocarpus galpinii Hook. f.
- Streptocarpus gardenii Hook.
- Streptocarpus glabrifolius Humbert
- Streptocarpus glandulosissimus Engler
- Streptocarpus goetzei Engler
- Streptocarpus gonjaensis Engler
- Streptocarpus grandis N.E. Brown
- Streptocarpus haygarthii N.E. Brown ex C.B. Clarke
- Streptocarpus heckmannianus (Engler) I. Darbysh.
- Streptocarpus hilburtianus T.J. Edwards
- Streptocarpus hildebrandtii Vatke
- Streptocarpus hilsenbergii R. Brown
- Streptocarpus hirsutissimus E.A. Bruce
- Streptocarpus hirticapsa B.L. Burtt
- Streptocarpus hirtinervis C.B. Clarke
- Streptocarpus holstii Engler
- Streptocarpus huamboensis B.L. Burtt
- Streptocarpus × hybridus Voss
- Streptocarpus ibityensis Humbert
- Streptocarpus inflatus B.L. Burtt
- Streptocarpus insularis Hutch. & Dalziel
- Streptocarpus integrifolius B.L. Burtt
- Streptocarpus itremensis B.L. Burtt
- Streptocarpus johannis L.L. Britten
- Streptocarpus katangensis De Wildeman & Th. Durand
- Streptocarpus kentaniensis Britten & Story
- Streptocarpus kimbozanus B.L. Burtt
- Streptocarpus kirkii Hook. f.
- Streptocarpus kungwensis Hilliard & B.L. Burtt
- Streptocarpus kunhardtii T.J. Edwards
- Streptocarpus lanatus MacMaster
- Streptocarpus latens Hilliard & B.L. Burtt
- Streptocarpus leandrii Humbert ex B.L. Burtt
- Streptocarpus leptopus Hilliard & B.L. Burtt
- Streptocarpus levis B.L. Burtt
- Streptocarpus lilliputana D.U. Bellstedt & T.J. Edwards
- Streptocarpus linguatus B.L. Burtt
- Streptocarpus lokohensis Humbert
- Streptocarpus longiflorus (Hilliard & B.L. Burtt) T. Edwards
- Streptocarpus macropodus B.L. Burtt
- Streptocarpus makabengensis Hilliard
- Streptocarpus mandrerensis Humbert
- Streptocarpus mangindranensis Humbert
- Streptocarpus masisiensis De Wildeman
- Streptocarpus mbeyensis I. Darbysh.
- Streptocarpus meyeri B.L. Burtt
- Streptocarpus michelmorei B.L. Burtt
- Streptocarpus micranthus C.B. Clarke
- Streptocarpus milanjianus Hilliard & B.L. Burtt
- Streptocarpus modestus L.L. Britten
- Streptocarpus molweniensis Hilliard
- Streptocarpus monophyllus Welwitsch
- Streptocarpus montanus Oliver
- Streptocarpus montigena L.L. Britten
- Streptocarpus montis-bingae Hilliard & B.L. Burtt
- Streptocarpus muscicola Engler
- Streptocarpus muscosus C.B. Clarke
- Streptocarpus myoporoides Hilliard & B.L. Burtt
- Streptocarpus nimbicola Hilliard & B.L. Burtt
- Streptocarpus nobilis C.B. Clarke
- Streptocarpus occultus Hilliard
- Streptocarpus oliganthus B.L. Burtt
- Streptocarpus orientalis Craib
- Streptocarpus pallidiflorus C.B. Clarke
- Streptocarpus papangae Humbert
- Streptocarpus parensis B.L. Burtt
- Streptocarpus parviflorus Hook. f.
- Streptocarpus pentherianus Fritsch
- Streptocarpus perrieri Humbert
- Streptocarpus phaeotrichus B.L. Burtt
- Streptocarpus plantagineus Vatke
- Streptocarpus pogonites Hilliard & B.L. Burtt
- Streptocarpus pole-evansii Verd.
- Streptocarpus polyanthus Hook.
- Streptocarpus polyphyllus Humbert
- Streptocarpus porphyrostachys Hilliard
- Streptocarpus primulifolius Gandoger
- Streptocarpus prolixus C.B. Clarke
- Streptocarpus prostratus (Humbert) B.L. Burtt
- Streptocarpus pumilus B.L. Burtt
- Streptocarpus pusillus Harvey ex C.B. Clarke
- Streptocarpus revivescens Humbert ex B.L. Burtt
- Streptocarpus rexii (Hook.) Lindley
- Streptocarpus rhodesianus S. Moore
- Streptocarpus rimicola Story
- Streptocarpus roseo-albus Weigend & T.J. Edwards
- Streptocarpus sambiranensis Humbert
- Streptocarpus saundersii Hook.
- Streptocarpus saxorum Engler
- Streptocarpus schliebenii Mansf.
- Streptocarpus semijunctus B.L. Burtt
- Streptocarpus silvaticus Hilliard
- Streptocarpus solenanthus Mansf.
- Streptocarpus stellulifer B.L. Burtt
- Streptocarpus stenosepalus B.L. Burtt
- Streptocarpus stomandrus B.L. Burtt
- Streptocarpus suborbicularis B.L. Burtt
- Streptocarpus subscandens (B.L. Burtt) I. Darbysh.
- Streptocarpus suffruticosus Humbert
- Streptocarpus sumatranus B.L. Burtt
- Streptocarpus tanala Humbert
- Streptocarpus thompsonii R. Brown
- Streptocarpus thysanotus Hilliard & B.L. Burtt
- Streptocarpus trabeculatus Hilliard
- Streptocarpus tsaratananensis Humbert ex B.L. Burtt
- Streptocarpus tsimihetorum Humbert
- Streptocarpus umtaliensis B.L. Burtt
- Streptocarpus vandeleurii E.G. Baker & S. Moore
- Streptocarpus variabilis Humbert
- Streptocarpus velutinus B.L. Burtt
- Streptocarpus venosus B.L. Burtt
- Streptocarpus wendlandii Spreng.
- Streptocarpus wilmsii Engler
- Streptocarpus wittei De Wildeman
- Streptocarpus zimmermanii Engler

Selon NCBI (24 juillet 2017) :
- sous-genre Streptocarpella
  - non-classé Streptocarpus sect. Carnosifolii
    - Streptocarpus kirkii
    - Streptocarpus saxorum
    - Streptocarpus stomandrus

  - non-classé Streptocarpus sect. Caulescentes
    - Streptocarpus buchananii
    - Streptocarpus caulescens
    - Streptocarpus glandulosissimus
    - Streptocarpus holstii
    - Streptocarpus inflatus
    - Streptocarpus pallidiflorus

  - non-classé Streptocarpus sect. Hova
    - Streptocarpus hilsenbergii
    - Streptocarpus levis
    - Streptocarpus madagascaricus
    - Streptocarpus muscosus
    - Streptocarpus oliganthus
    - Streptocarpus tanala
    - Streptocarpus thompsonii
    - Streptocarpus venosus
    - Streptocarpus vestitus

  - non-classé Streptocarpus sect. Parasaintpaulia
    - Streptocarpus andohahelensis
    - Streptocarpus beampingaratrensis

  - non-classé Streptocarpus sect. Saintpaulia
    - Streptocarpus afroviola
    - Streptocarpus brevipilosus
    - Streptocarpus goetzeanus
    - Streptocarpus inconspicuus
    - Streptocarpus ionanthus
    - Streptocarpus nitidus
    - Streptocarpus shumensis
    - Streptocarpus teitensis
    - Streptocarpus ulugurensis
    - Streptocarpus watkinsii
    - non-classé unclassified Saintpaulia
      - Saintpaulia confusa
      - Saintpaulia difficilis
      - Saintpaulia hybrid cultivar
      - Saintpaulia intermedia
      - Saintpaulia magungensis
      - Saintpaulia tongwensis

  - non-classé Streptocarpus sect. Schizoboea
    - Streptocarpus elongatus
    - Streptocarpus kamerunensis
    - Streptocarpus kimbozanus
    - Streptocarpus thysanotus

  - non-classé Streptocarpus sect. Trachystigma
    - Streptocarpus mannii
    - Streptocarpus nobilis
    - Streptocarpus strigosus
- sous-genre Streptocarpus
  - non-classé Streptocarpus sect. Colpogyne
    - Streptocarpus betsiliensis
    - Streptocarpus ibityensis
    - Streptocarpus itremensis
    - Streptocarpus lanatus

  - non-classé Streptocarpus sect. Lignostreptocarpus
    - Streptocarpus macropodus
    - Streptocarpus papangae
    - Streptocarpus suffruticosus

  - non-classé Streptocarpus sect. Plantaginei
    - Streptocarpus brevistamineus
    - Streptocarpus hildebrandtii
    - Streptocarpus lokohensis
    - Streptocarpus perrieri
    - Streptocarpus sambiranensis
    - Streptocarpus variabilis

  - non-classé Streptocarpus sect. Protostreptocarpus
    - Streptocarpus albus
    - Streptocarpus bullatus
    - Streptocarpus montanus
    - Streptocarpus parensis
    - Streptocarpus schliebenii

  - non-classé Streptocarpus sect. Streptocarpus
    - Streptocarpus aylae
    - Streptocarpus baudertii
    - Streptocarpus bindseili
    - Streptocarpus bolusii
    - Streptocarpus caeruleus
    - Streptocarpus candidus
    - Streptocarpus compressus
    - Streptocarpus confusus
    - Streptocarpus cooksonii
    - Streptocarpus cooperi
    - Streptocarpus cyanandrus
    - Streptocarpus cyaneus
    - Streptocarpus daviesii
    - Streptocarpus davyi
    - Streptocarpus decipiens
    - Streptocarpus denticulatus
    - Streptocarpus dolichanthus
    - Streptocarpus dunnii
    - Streptocarpus erubescens
    - Streptocarpus eylesii
    - Streptocarpus fanniniae
    - Streptocarpus fasciatus
    - Streptocarpus fenestra-dei
    - Streptocarpus floribundus
    - Streptocarpus formosus
    - Streptocarpus galpinii
    - Streptocarpus gardenii
    - Streptocarpus goetzei
    - Streptocarpus grandis
    - Streptocarpus haygarthii
    - Streptocarpus hirticapsa
    - Streptocarpus hirtinervis
    - Streptocarpus huamboensis
    - Streptocarpus johannis
    - Streptocarpus kentaniensis
    - Streptocarpus kungwensis
    - Streptocarpus kunhardtii
    - Streptocarpus lilliputana
    - Streptocarpus longiflorus
    - Streptocarpus makabengensis
    - Streptocarpus meyeri
    - Streptocarpus micranthus
    - Streptocarpus milanjianus
    - Streptocarpus modestus
    - Streptocarpus molweniensis
    - Streptocarpus monophyllus
    - Streptocarpus montigena
    - Streptocarpus nimbicola
    - Streptocarpus occultus
    - Streptocarpus parviflorus
    - Streptocarpus pentherianus
    - Streptocarpus pole-evansii
    - Streptocarpus polyanthus
    - Streptocarpus porphyrostachys
    - Streptocarpus primulifolius
    - Streptocarpus prolixus
    - Streptocarpus pumilus
    - Streptocarpus pusillus
    - Streptocarpus rexii
    - Streptocarpus rimicola
    - Streptocarpus roseoalbus
    - Streptocarpus saundersii
    - Streptocarpus silvaticus
    - Streptocarpus solenanthus
    - Streptocarpus trabeculatus
    - Streptocarpus umtaliensis
    - Streptocarpus vandeleurii
    - Streptocarpus wendlandii
    - Streptocarpus wilmsii
    - Streptocarpus wittei
- sous-genre Streptocarpus incertae sedis
  - Streptocarpus burundianus
  - Streptocarpus capuronii
  - Streptocarpus exsertus
  - Streptocarpus orientalis
  - Streptocarpus × hybridus

Selon The Plant List (24 juillet 2017) :
- Streptocarpus albus (E.A. Bruce) I. Darbysh.
- Streptocarpus andohahelensis Humbert
- Streptocarpus arcuatus Hilliard & B.L. Burtt
- Streptocarpus bambuseti B.L. Burtt
- Streptocarpus baudertii Britten
- Streptocarpus beampingaratrensis Humbert
- Streptocarpus boinensis Humbert
- Streptocarpus bolusii C.B. Clarke
- Streptocarpus brachynema Hilliard & B.L. Burtt
- Streptocarpus brevistamineus Humbert
- Streptocarpus buchananii C.B. Clarke
- Streptocarpus bullatus Mansf.
- Streptocarpus burttianus Pocs
- Streptocarpus caeruleus Hilliard & B.L.Burtt
- Streptocarpus campanulatus B.L. Burtt
- Streptocarpus candidus Hilliard
- Streptocarpus capuronii Humbert
- Streptocarpus caulescens Vatke
- Streptocarpus compressus B.L. Burtt
- Streptocarpus confusus Hilliard
- Streptocarpus cooksonii B.L. Burtt
- Streptocarpus cooperi C.B. Clarke
- Streptocarpus cordifolius Humbert
- Streptocarpus coursii Humbert
- Streptocarpus cyanandrus B.L. Burtt
- Streptocarpus cyaneus S. Moore
- Streptocarpus daviesii N.E. Br. ex C.B. Clarke
- Streptocarpus davyi S. Moore
- Streptocarpus decipiens Hilliard & B.L. Burtt
- Streptocarpus denticulatus Engl.
- Streptocarpus dolichanthus Hilliard & B.L. Burtt
- Streptocarpus dunnii Hook. f.
- Streptocarpus elongatus Engl.
- Streptocarpus euanthus Mansf.
- Streptocarpus exsertus Hilliard & B.L. Burtt
- Streptocarpus eylesii S. Moore
- Streptocarpus fanniniae Harv. Ex C. B. Cl.
- Streptocarpus galpinii Hook. f.
- Streptocarpus gardenii Hook.
- Streptocarpus glabrifolius Humbert
- Streptocarpus glandulosissimus Engl.
- Streptocarpus goetzei Engl.
- Streptocarpus gonjaensis Engl.
- Streptocarpus haygarthii N.E. Br. ex C.B. Clarke
- Streptocarpus heckmannianus (Engl.) I. Darbysh.
- Streptocarpus hilburtianus T.J. Edwards
- Streptocarpus hildebrandtii Vatke
- Streptocarpus hilsenbergii R. Br.
- Streptocarpus hirsutissimus E.A. Bruce
- Streptocarpus hirticapsa B.L. Burtt
- Streptocarpus holstii Engl.
- Streptocarpus huamboensis Hilliard & B.L.Burtt
- Streptocarpus ibityensis Humbert
- Streptocarpus inflatus B.L. Burtt
- Streptocarpus insularis Hutch. & Dalziel
- Streptocarpus integrifolius B.L. Burtt
- Streptocarpus itremensis B.L. Burtt
- Streptocarpus johannis Britten
- Streptocarpus kentaniensis Britten & Story
- Streptocarpus kimbozanus B.L. Burtt
- Streptocarpus kirkii Hook. f.
- Streptocarpus kungwensis Hilliard & B.L. Burtt
- Streptocarpus kunhardtii T.J. Edwards
- Streptocarpus latens Hilliard & B.L. Burtt
- Streptocarpus leandrii Humbert ex B.L. Burtt
- Streptocarpus leptopus Hilliard & B.L. Burtt
- Streptocarpus levis B.L. Burtt
- Streptocarpus linguatus B.L. Burtt
- Streptocarpus lokohensis Humbert
- Streptocarpus macropodus B.L. Burtt
- Streptocarpus mangindranensis Humbert
- Streptocarpus masisiensis De Wild.
- Streptocarpus mbeyensis I. Darbysh.
- Streptocarpus meyeri B.L. Burtt
- Streptocarpus michelmorei B.L. Burtt
- Streptocarpus micranthus C.B. Clarke
- Streptocarpus milanjianus Hilliard & B.L. Burtt
- Streptocarpus modestus Britten
- Streptocarpus molweniensis Hilliard
- Streptocarpus monophyllus Welw.
- Streptocarpus montanus Oliv.
- Streptocarpus montigena Britten
- Streptocarpus muscosus C.B. Clarke
- Streptocarpus myoporoides Hilliard & B.L. Burtt
- Streptocarpus nimbicola Hilliard & B.L. Burtt
- Streptocarpus nobilis C.B.Clarke
- Streptocarpus oliganthus B.L. Burtt
- Streptocarpus pallidiflorus C.B. Clarke
- Streptocarpus papangae Humbert
- Streptocarpus parensis B.L. Burtt
- Streptocarpus pentherianus Fritsch
- Streptocarpus perrieri Humbert
- Streptocarpus plantagineus Vatke
- Streptocarpus pogonites Hilliard & B.L. Burtt
- Streptocarpus pole-evansii Verd.
- Streptocarpus polyanthus Hook.
- Streptocarpus polyphyllus Humbert
- Streptocarpus porphyrostachys Hilliard
- Streptocarpus primulifolius Gand.
- Streptocarpus prolixus C.B. Clarke
- Streptocarpus prostratus (Humbert) B.L. Burtt
- Streptocarpus pumilus B.L. Burtt
- Streptocarpus pusillus Harv. Ex C. B. Cl.
- Streptocarpus revivescens Humbert ex B.L. Burtt
- Streptocarpus rexii (Bowie ex Hook.) Lindl.
- Streptocarpus rhodesianus S.Moore
- Streptocarpus rimicola Story
- Streptocarpus saundersii Hook.
- Streptocarpus saxorum Engl.
- Streptocarpus schliebenii Mansf.
- Streptocarpus semijunctus B.L. Burtt
- Streptocarpus shumensis (B.L. Burtt) Christenh.
- Streptocarpus silvaticus Hilliard
- Streptocarpus solenanthus Mansf.
- Streptocarpus stellulifer B.L. Burtt
- Streptocarpus stenosepalus B.L. Burtt
- Streptocarpus stomandrus B.L. Burtt
- Streptocarpus suborbicularis B.L. Burtt
- Streptocarpus subscandens (B.L. Burtt) I. Darbysh.
- Streptocarpus suffruticosus Humbert
- Streptocarpus tanala Humbert
- Streptocarpus thompsonii R. Br.
- Streptocarpus thysanotus Hilliard & B.L. Burtt
- Streptocarpus trabeculatus Hilliard
- Streptocarpus tsaratananensis Humbert ex B.L. Burtt
- Streptocarpus tsimihetorum Humbert
- Streptocarpus umtaliensis B.L. Burtt
- Streptocarpus vandeleurii Baker f. & S. Moore
- Streptocarpus variabilis Humbert
- Streptocarpus velutinus B.L. Burtt
- Streptocarpus venosus B.L. Burtt
- Streptocarpus wendlandii Spreng.
- Streptocarpus wilmsii Engl.
- Streptocarpus wittei De Wild.

Selon Tropicos (24 juillet 2017) (Attention liste brute contenant possiblement des synonymes) :
- Streptocarpus actinoflorus T.J. Edwards & M. Hughes
- Streptocarpus afroviola Christenh.
- Streptocarpus albus (E.A. Bruce) I. Darbysh.
- Streptocarpus andohahelensis Humbert
- Streptocarpus angovensis A. DC.
- Streptocarpus arcuatus Hilliard & B.L. Burtt
- Streptocarpus armitagei Baker f. & S. Moore
- Streptocarpus atroviolaceus Engl.
- Streptocarpus aylae T.J. Edwards
- Streptocarpus balsaminoides Engl.
- Streptocarpus bambuseti B.L. Burtt
- Streptocarpus baudertii Britten
- Streptocarpus beampingaratrensis Humbert
- Streptocarpus bequaertii De Wild.
- Streptocarpus betsiliensis Humbert
- Streptocarpus bindseili Eb. Fisch.
- Streptocarpus boinensis Humbert
- Streptocarpus bojeri R. Br.
- Streptocarpus bolusii C.B. Clarke
- Streptocarpus brachynema Hilliard & B.L. Burtt
- Streptocarpus breviflos C.B. Clarke
- Streptocarpus brevistamineus Humbert
- Streptocarpus buchananii C.B. Clarke
- Streptocarpus buchenovii Vatke
- Streptocarpus bullatus Mansf.
- Streptocarpus burmanicus Craib
- Streptocarpus burttianus Pócs
- Streptocarpus burundianus Hilliard & B.L. Burtt
- Streptocarpus caeruleus Hilliard & B.L. Burtt
- Streptocarpus campanulatus B.L. Burtt
- Streptocarpus candidus Hilliard
- Streptocarpus capuronii Humbert
- Streptocarpus caulescens Vatke
- Streptocarpus chinensis Franch.
- Streptocarpus clarkeanus (Hemsl.) Hilliard & B.L. Burtt
- Streptocarpus compressus B.L. Burtt
- Streptocarpus comptonii Mansf.
- Streptocarpus confusus Hilliard
- Streptocarpus cooksonii B.L. Burtt
- Streptocarpus cooperi C.B. Clarke
- Streptocarpus cordifolius Humbert
- Streptocarpus coursii Humbert
- Streptocarpus cultivar
- Streptocarpus cyanandrus B.L. Burtt
- Streptocarpus cyaneus S. Moore
- Streptocarpus daviesii N.E. Br. ex C.B. Clarke
- Streptocarpus davyi S. Moore
- Streptocarpus decipiens Hilliard & B.L. Burtt
- Streptocarpus denticulatus Engl.
- Streptocarpus dolichanthus Hilliard & B.L. Burtt
- Streptocarpus dunnii Hook. f.
- Streptocarpus elongatus Engl.
- Streptocarpus erubesccens Hilliard & B.L. Burtt
- Streptocarpus erubescens Hilliard & B.L. Burtt
- Streptocarpus euanthus Mansf.
- Streptocarpus exsertus Hilliard & B.L. Burtt
- Streptocarpus eylesii S. Moore
- Streptocarpus fanniniae Harv. ex C.B. Clarke
- Streptocarpus fasciatus T.J. Edwards & Kunhardt
- Streptocarpus fenestra-dei Weigend & T.J. Edwards
- Streptocarpus floribundus Weigend & T.J. Edwards
- Streptocarpus formosus (Hilliard & B.L. Burtt) T.J. Edwards
- Streptocarpus galpinii Hook. f.
- Streptocarpus gardenii Hook.
- Streptocarpus glabrifolius Humbert
- Streptocarpus glandulosissimus Engl.
- Streptocarpus goetzeanus (Engl.) Christenh.
- Streptocarpus goetzei Engl.
- Streptocarpus gonjaensis Engl.
- Streptocarpus gracilis B.L. Burtt
- Streptocarpus grandis N.E. Br.
- Streptocarpus haygarthii N.E. Br. ex C.B. Clarke
- Streptocarpus heckmannianus (Engl.) I. Darbysh.
- Streptocarpus hilburtianus T.J. Edwards
- Streptocarpus hildebrandtii Vatke
- Streptocarpus hilsenbergii R. Br.
- Streptocarpus hirsutissimus E.A. Bruce
- Streptocarpus hirticapsa B.L. Burtt
- Streptocarpus hirtinervis C.B. Clarke
- Streptocarpus holstii Engl.
- Streptocarpus huamboensis Hilliard & B.L. Burtt
- Streptocarpus ibityensis Humbert
- Streptocarpus inconspicuus (B.L. Burtt) Christenh.
- Streptocarpus inflatus B.L. Burtt
- Streptocarpus insignis B.L. Burtt
- Streptocarpus insularis Hutch. & Dalziel
- Streptocarpus integrifolius B.L. Burtt
- Streptocarpus ionanthus (H. Wendl.) Christenh.
- Streptocarpus itremensis B.L. Burtt
- Streptocarpus johannis Britten
- Streptocarpus junodii P. Beauv.
- Streptocarpus kamerunensis (Engl.) Christenh.
- Streptocarpus katangensis De Wild. & T. Durand
- Streptocarpus kentaniensis Britten & Story
- Streptocarpus kerstingii Engl.
- Streptocarpus kimbozanus B.L. Burtt
- Streptocarpus kirkii Hook. f.
- Streptocarpus kungwensis Hilliard & B.L. Burtt
- Streptocarpus kunhardtii T.J. Edwards
- Streptocarpus lagosensis C.B. Clarke
- Streptocarpus lanatus MacMaster
- Streptocarpus latens Hilliard & B.L. Burtt
- Streptocarpus leandrii Humbert ex B.L. Burtt
- Streptocarpus leptopus Hilliard & B.L. Burtt
- Streptocarpus levis B.L. Burtt
- Streptocarpus lilacinus Engl.
- Streptocarpus lilliputana Bellstedt
- Streptocarpus linguatus B.L. Burtt
- Streptocarpus lokohensis Humbert
- Streptocarpus longiflorus (Hilliard & B.L. Burtt) T.J. Edwards
- Streptocarpus lujai De Wild.
- Streptocarpus luteus C. B. Cl. p.p.
- Streptocarpus macropodus B.L. Burtt
- Streptocarpus madagascaricus (C.B. Clarke) Christenh.
- Streptocarpus mahonii Hook. f.
- Streptocarpus mandrerensis Humbert
- Streptocarpus mangindranensis Humbert
- Streptocarpus masisiensis De Wild.
- Streptocarpus mbeyensis I. Darbysh.
- Streptocarpus meyeri B.L. Burtt
- Streptocarpus michelmorei B.L. Burtt
- Streptocarpus micranthus C.B. Clarke
- Streptocarpus milanjianus Hilliard & B.L. Burtt
- Streptocarpus modestus Britten
- Streptocarpus molweniensis Hilliard
- Streptocarpus monophyllus Welw.
- Streptocarpus montanus Oliv.
- Streptocarpus montigena Britten
- Streptocarpus muddii C.B. Clarke
- Streptocarpus muscicola Engl.
- Streptocarpus muscosus C.B. Clarke
- Streptocarpus myoporoides Hilliard & B.L. Burtt
- Streptocarpus nimbicola Hilliard & B.L. Burtt
- Streptocarpus nobilis C.B. Clarke
- Streptocarpus oliganthus B.L. Burtt
- Streptocarpus orientalis Craib
- Streptocarpus pallidiflorus C.B. Clarke
- Streptocarpus paniculatus R. Br.
- Streptocarpus papangae Humbert
- Streptocarpus parensis B.L. Burtt
- Streptocarpus parviflorus Hook. f.
- Streptocarpus paucispiralis F. Meigen
- Streptocarpus pentherianus Fritsch
- Streptocarpus perrieri Humbert
- Streptocarpus phaeotrichus Chiov. ex B.L. Burtt
- Streptocarpus plantagineus Vatke
- Streptocarpus pogonites Hilliard & B.L. Burtt
- Streptocarpus polackii B.L. Burtt
- Streptocarpus pole-evansii Verd.
- Streptocarpus polyanthus Hook.
- Streptocarpus polyphyllus Humbert
- Streptocarpus porphyrostachys Hilliard
- Streptocarpus primulifolius Gand.
- Streptocarpus princeps Mildbr. & Engl.
- Streptocarpus prolixus C.B. Clarke
- Streptocarpus prostratus (Humbert) B.L. Burtt
- Streptocarpus pumilus B.L. Burtt
- Streptocarpus pusillus Harv. Ex C. B. Cl.
- Streptocarpus revivescens Humbert ex B.L. Burtt
- Streptocarpus rexii (Bowie ex Hook.) Lindl.
- Streptocarpus reynoldsii Verdc.
- Streptocarpus rhodesianus S. Moore
- Streptocarpus rimicola Story
- Streptocarpus roseoalbus Weigend & T.J. Edwards
- Streptocarpus rungwensis Engl.
- Streptocarpus ruwenzoriensis Baker
- Streptocarpus sambiranensis Humbert
- Streptocarpus saundersii Hook.
- Streptocarpus saxorum Engl.
- Streptocarpus schliebenii Mansf.
- Streptocarpus semijunctus B.L. Burtt
- Streptocarpus shumensis (B.L. Burtt) Christenh.
- Streptocarpus silvaticus Hilliard
- Streptocarpus solenanthus Mansf.
- Streptocarpus stellulifer B.L. Burtt
- Streptocarpus stenosepalus B.L. Burtt
- Streptocarpus stomandrus B.L. Burtt
- Streptocarpus suborbicularis B.L. Burtt
- Streptocarpus subscandens (B.L. Burtt) I. Darbysh.
- Streptocarpus suffruticosus Humbert
- Streptocarpus sumatranus B.L. Burtt
- Streptocarpus tanala Humbert
- Streptocarpus teitensis (B.L. Burtt) Christenh.
- Streptocarpus thompsonii R. Br.
- Streptocarpus thysanotus Hilliard & B.L. Burtt
- Streptocarpus trabeculatus Hilliard
- Streptocarpus tsaratananensis Humbert ex B.L. Burtt
- Streptocarpus tsimihetorum Humbert
- Streptocarpus tubiflos C. B. Cl. p.p.
- Streptocarpus umtaliensis B.L. Burtt
- Streptocarpus vandeleurii Baker f. & S. Moore
- Streptocarpus variabilis Humbert
- Streptocarpus velutinus B.L. Burtt
- Streptocarpus venosus B.L. Burtt
- Streptocarpus vestitus (Baker) Christenh.
- Streptocarpus violascens Engl.
- Streptocarpus wendlandii Spreng.
- Streptocarpus wilmsii Engl.
- Streptocarpus wittei De Wild.
- Streptocarpus woodii C.B. Clarke
- Streptocarpus zimmermannii Engl.
- Streptocarpus × horticultural hybrid
- Streptocarpus × kewensis hort.